# Estadio Friuli
El Estadio Friuli, conocido también como Bluenergy Stadium por razones de patrocinio, es un estadio de fútbol situado en la ciudad de Údine, capital de la provincia homónima y perteneciente a la región de Friul-Venecia Julia, Italia. En él disputa sus encuentros como local el Udinese Calcio, propietario del recinto desde el año 2013. Este hecho convierte al club blanquinegro en el segundo equipo italiano en tener su estadio en propiedad tras la inauguración del Juventus Stadium de la Juventus en septiembre de 2011.
Fue inaugurado el 27 de septiembre de 1976 tras cinco años de obras cuyo coste aproximado fue de 3000 millones de liras italianas. Tras la reforma que se llevó a cabo entre los años 2012 y 2015 el estadio redujo su capacidad a 25 000 espectadores, todos ellos a cubierto y más cerca del terreno de juego.
La FIFA lo designó como una de las sedes de la Copa Mundial de Fútbol de 1990, disputada en Italia. Además, ha albergado seis partidos de la selección italiana de fútbol.

## Historia
El 27 de marzo de 1989 se rindió un homenaje a Zico, jugador del Udinese entre 1983 y 1985, con un partido entre Brasil y un combinado del Resto del Mundo que fue la despedida del exjugador de esta institución y la selección brasileña.

## Partidos internacionales

### Selección italiana
La selección de fútbol de Italia ha disputado un total de siete encuentros en Friul, con un balance total de cinco victorias y dos empate para la Squadra Azzurra.
| 17 de noviembre de 1979, 13:00 | Italia                      | 1:0 (1:0) | Suiza | Stadio Friuli, Údine                                               |                                                                    |
|                                | Graziani 25' · Tardelli 58' | Reporte   |       | Asistencia: 33.000 espectadores Árbitro(s): Arne Eriksson (Suecia) | Asistencia: 33.000 espectadores Árbitro(s): Arne Eriksson (Suecia) |

| 19 de abril de 1981, 13:00 | Italia | 0:0 (0:0) | Alemania Democrática | Stadio Friuli, Údine                                                  |                                                                       |
|                            |        | Reporte   |                      | Asistencia: 20.149 espectadores Árbitro(s): John Hunting (Inglaterra) | Asistencia: 20.149 espectadores Árbitro(s): John Hunting (Inglaterra) |

| 26 de marzo de 1986, 13:00 | Italia                         | 2:1 (0:0) | Austria | Stadio Friuli, Údine                                                            |                                                                                 |
|                            | Altobelli 55' · Di Gennaro 76' | Reporte   |         | Asistencia: 28.182 espectadores Árbitro(s): Victoriano Sánchez Arminio (España) | Asistencia: 28.182 espectadores Árbitro(s): Victoriano Sánchez Arminio (España) |

| 6 de septiembre de 1995 | Italia        | 1:0 (1:0) | Eslovenia | Stadio Friuli, Údine                                                     |                                                                          |
|                         | Ravanelli 12' | Reporte   |           | Asistencia: 18.532 espectadores Árbitro(s): Ladislav Gadosi (Eslovaquia) | Asistencia: 18.532 espectadores Árbitro(s): Ladislav Gadosi (Eslovaquia) |

| 10 de octubre de 1998, 13:00 | Italia            | 2:0 (1:0) | Suiza | Stadio Friuli, Údine                                             |                                                                  |
|                              | Del Piero 18' 62' | Reporte   |       | Asistencia: 40.000 espectadores Árbitro(s): Alain Sars (Francia) | Asistencia: 40.000 espectadores Árbitro(s): Alain Sars (Francia) |

| 10 de septiembre de 2008, 20:50 | Italia           | 2:0 (1:0) | Georgia | Stadio Friuli, Údine                                                   |                                                                        |
|                                 | De Rossi 17' 89' | Reporte   |         | Asistencia: 25.658 espectadores Árbitro(s): Thomas Einwaller (Austria) | Asistencia: 25.658 espectadores Árbitro(s): Thomas Einwaller (Austria) |

| 24 de marzo de 2016, 20:45 | Italia      | 1:1 (0:0) | España     | Stadio Friuli, Údine                 |                                      |
|                            | Insigne 68' | Reporte   | Aduriz 70' | Árbitro(s): Deniz Aytekin (Alemania) | Árbitro(s): Deniz Aytekin (Alemania) |

### Copa Mundial de Fútbol de 1990
La ciudad de Údine junto con Verona, albergaron los partidos del Grupo E de la Copa Mundial de Fútbol de 1990.
| Fecha               | Equipo #1     | Resultado | Equipo #2 | Ronda                 |
| ------------------- | ------------- | --------- | --------- | --------------------- |
| 13 de junio de 1990 | Uruguay       | 0–0       | España    | Primera fase, Grupo E |
| 17 de junio de 1990 | Corea del Sur | 1–3       | España    | Primera fase, Grupo E |
| 21 de junio de 1990 | Corea del Sur | 0–1       | Uruguay   | Primera fase, Grupo E |